# ASG Vorwärts Potsdam
Die ASG Vorwärts Potsdam war eine Armeesportgemeinschaft, die mit ihrer Fußballsektion bis 1977 in der damaligen Bezirkshauptstadt Potsdam bestand. 

## Porträt
Durch den Aufstieg 1956 in die fünftklassige Bezirksklasse Potsdam erreichte die Fußballmannschaft der ASG Vorwärts Potsdam Bezirksniveau. Bereits ein Jahr später schaffte sie den Aufstieg in die höchste Klasse des Bezirkes, die viertklassige Bezirksliga. Dort behauptete sich die ASG Vorwärts zunächst bis 1969. 1957 und 1965 war die ASG im DDR-weiten FDGB-Fußballpokal-Wettbewerb vertreten. 1957 überstand die Mannschaft zwei Qualifikationsrunden, ehe sie in der 1. Hauptrunde am Zweitligisten SC Dynamo Berlin zuhause mit 1:6 scheiterte. 1965 gewann Vorwärts Potsdam den Bezirkspokal und traf in der 1. Hauptrunde des DDR-Fußballpokals 1965/66 auf den Zweitligisten SC Potsdam. Wieder zuhause schied man mit einer 1:3-Niederlage aus. Ab 1966 bestand parallel zur ASG Vorwärts der ASK Vorwärts Potsdam, der jedoch keine Fußballsektion unterhielt. 
Am 1. Juli 1969 fusionierte die Fußballsektion der ASG Vorwärts Potsdam mit der BSG Motor Teltow zur SG Vorwärts/Motor Teltow. Die Spielgemeinschaft bestand bis zum Ende der Fußballsaison 1976/77 und spielte während ihres Bestands ununterbrochen in der Bezirksliga. Am 1. Juli 1977 wurde die ASG Vorwärts Potsdam aufgelöst und die BSG Motor Teltow betrieb ihre Fußballsektion wieder selbständig.

## Personen
- Hans-Ulrich Thomale (Mai 1967–November 1968)